# Les Cœurs de chêne
Pour plus de détails, voir Fiche technique et Distribution.
Les Cœurs de chêne (Hearts of Oak) est un film muet américain réalisé par John Ford, sorti en 1924. 

## Synopsis
Le film est considéré comme perdu.

## Fiche technique
- Titre : Les Cœurs de chêne
- Titre original : Hearts of Oak
- Réalisation : John Ford
- Scénario : Charles Kenyon, d'après la pièce de théâtre Hearts of Oak de James A. Herne
- Photographie : George Schneiderman
- Production : William Fox
- Société de production et de distribution  : Fox Film Corporation
- Pays d'origine :  États-Unis
- Langue originale : anglais
- Format : Noir et blanc - 35 mm - 1,33:1 - Film muet
- Genre : drame
- Longueur : 6 bobines[2]
- Date de sortie :
  - États-Unis : 5 octobre 1924

## Distribution
- Hobart Bosworth : Terry Dunnivan
- Pauline Starke : Chrystal
- Theodore von Eltz : Ned Fairweather
- James Gordon : John Owen
- Jennie Lee : Grand-mère Dunnivan
- Francis Powers : Grand-père Dunnivan
- Francis Ford

## Autour du film
- Ce film est considéré comme perdu, selon Silent Era.